# Jean-Victor Makengo
Jean-Victor Makengo (Étampes, 12 juni 1998) is een Frans voetballer die doorgaans als defensieve middenvelder speelt. Hij verruilde Udinese in januari 2023 voor FC Lorient.

## Clubcarrière
Makengo speelde in de jeugd van Étampes FC, SC Malesherbes, E.S.A. Linas-Montlhéry en SM Caen. Hij debuteerde op 29 november 2015 in het eerste elftal van laatstgenoemde club tijdens een wedstrijd in de Ligue 1 uit tegen Girondins Bordeaux. Op 17 januari 2016 volgde zijn eerste basisplaats, tegen Olympique Marseille. In zijn eerste jaar kwam hij tot een totaal van tien competitieduels. Makengo maakte op 26 oktober 2016 zijn eerste en tweede treffer in het betaald voetbal, tijdens een wedstrijd in de Coupe de la Ligue tegen AS Nancy.
Makengo speelde in twee seizoenen 27 wedstrijden voor Caen in de Ligue 1. Hij verhuisde in juli 2017 vervolgens naar OGC Nice, de nummer drie van het voorgaande seizoen. Hier kwam hij in zijn eerste seizoen amper aan bod, waarna hij in 2018/19 vooral invaller werd. Nice verhuurde hem in juli 2019 voor een seizoen aan Toulouse. Hier kwam hij nog minder aan spelen toe. Makengo verruilde Nice in oktober 2020 voor Udinese. Hier groeide hij in 2021/22 voor het eerste in zijn carrière uit tot vaste basisspeler. Hij speelde dat seizoen 33 wedstrijden in de Serie A, waarvan 26 vanaf de aftrap.
Makengo verruilde Udinese in januari 2023 voor FC Lorient, waar hij voor 4,5 jaar tekende. De Franse club legde daarbij 11 miljoen euro voor hem neer.

## Interlandcarrière
Makengo kwam uit voor alle Franse nationale jeugdteams vanaf Frankrijk –16. Hij won met Frankrijk –17 het EK –17 van 2015.

## Erelijst
| Europees kampioen –17 | 1x | 2015 |